# Idioma centúúm
El centúúm o jalaa es una hablada cerca del área de Balanga (estado de Gombe, Nigeria) por unas 200 personas.

## Clasificación
La lengua centúúm o jalaa se considera normalmente como lengua no clasificada, aunque algunos autores la consideran una lengua aislada y otros autores una lengua de la familia Níger-Congo.